# Supernova superluminosa

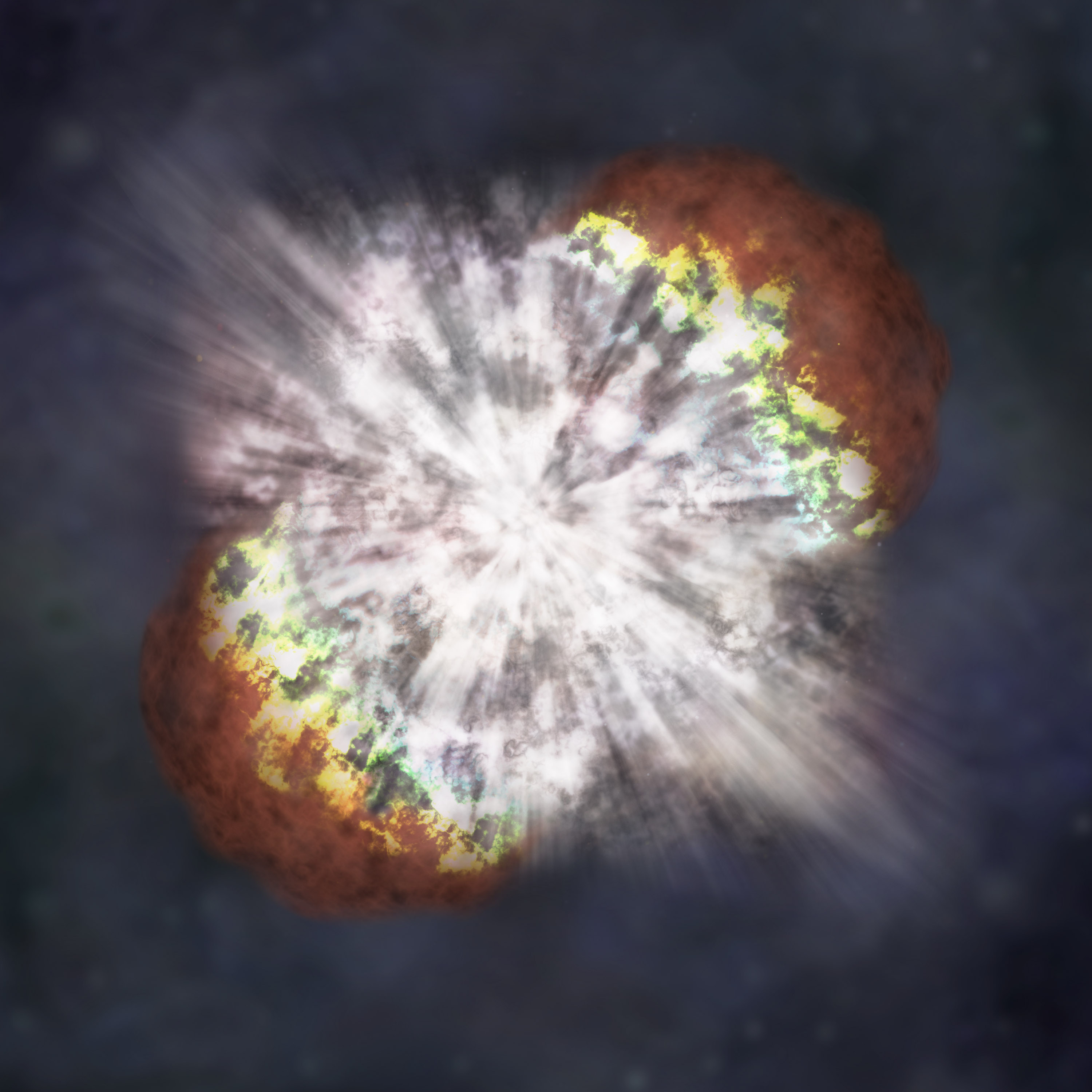
Immagine artistica della NASA dell'esplosione di SN 2006gy, una supernova superluminosa

Una supernova superluminosa (SLSN, dall'inglese SuperLuminous Supernovae, plurale SLSNe), è un'esplosione stellare con una luminosità 10 o più volte superiore a quella delle supernove standard. Come queste ultime, le SLSNe sembrano essere prodotte da diversi meccanismi, che sono deducibili dalle loro curve di luce e spettri. Esistono diversi modelli in grado di spiegare una SLSN, fra cui il collasso del nucleo in stelle particolarmente massicce, magnetar a millisecondi, interazione con materiale circumstellare (modello CSM) o supernove a instabilità di coppia. 
La prima supernova superluminosa confermata collegata a un lampo di raggi gamma fu scoperta nel 2003, quando GRB 030329 illuminò la costellazione del Leone. SN 2003dh rappresentava la morte di una stella 25 volte più massiccia del Sole, con materiale che veniva espulso a oltre un decimo della velocità della luce. 
Nel giugno 2018 è stata rilevata AT2018cow, una potente esplosione astronomica 10-100 volte più luminosa di una normale supernova. 
Oggi si ritiene che stelle con M ≥ 40 M☉ producano supernove superluminose.

## Classificazione
Gli eventi SLSNe usano uno schema di classificazione separato per distinguerli dalle supernove convenzionali di tipo Ia, di tipo Ib/Ic e di tipo II, la distinzione è approssimativamente tra la firma spettrale di eventi ricchi di idrogeno e quella di poveri di idrogeno. 
Le SLSNe ricche di idrogeno sono classificate come di tipo SLSN-II, con le radiazioni osservate che attraversano l'opacità mutevole di un denso involucro di idrogeno in espansione. La maggior parte degli eventi poveri di idrogeno sono classificati come di tipo SLSN-I, con la radiazione visibile prodotta da un ampio involucro di materiale in espansione alimentato da un meccanismo sconosciuto. Un terzo gruppo meno comune di SLSNe è anch'esso povero di idrogeno e anormalmente luminoso, ma chiaramente alimentato dalla radioattività proveniente da 56Ni. 
Un numero crescente di scoperte rileva che alcune SLSNe non si adattano perfettamente a queste tre classi, quindi sono state definite ulteriori sottoclassi o eventi unici. Molte o tutte le SLSN-I mostrano spettri senza idrogeno o elio, ma hanno curve di luce paragonabili alle supernove Ic di tipo convenzionale e ora sono classificate come SLSN-Ic. PS1-10afx è una SLSN insolitamente rossa, priva di idrogeno, con un aumento estremamente rapido a un picco di luminosità quasi record e un declino insolitamente rapido. PS1-11ap è simile a un tipo SLSN-Ic, ma ha un aumento e un declino insolitamente lenti.

## Modelli astrofisici
È stata proposta un'ampia varietà di cause per spiegare eventi di ordine di grandezza o più grandi delle supernove standard. I modelli collapsar e CSM (materiale circumstellare) sono generalmente accettati e numerosi eventi sono ben osservati in accordo ad essi. Altri modelli sono ancora accettati solo in prima battuta o rimangono del tutto teorici. 

### Modello Collapsar

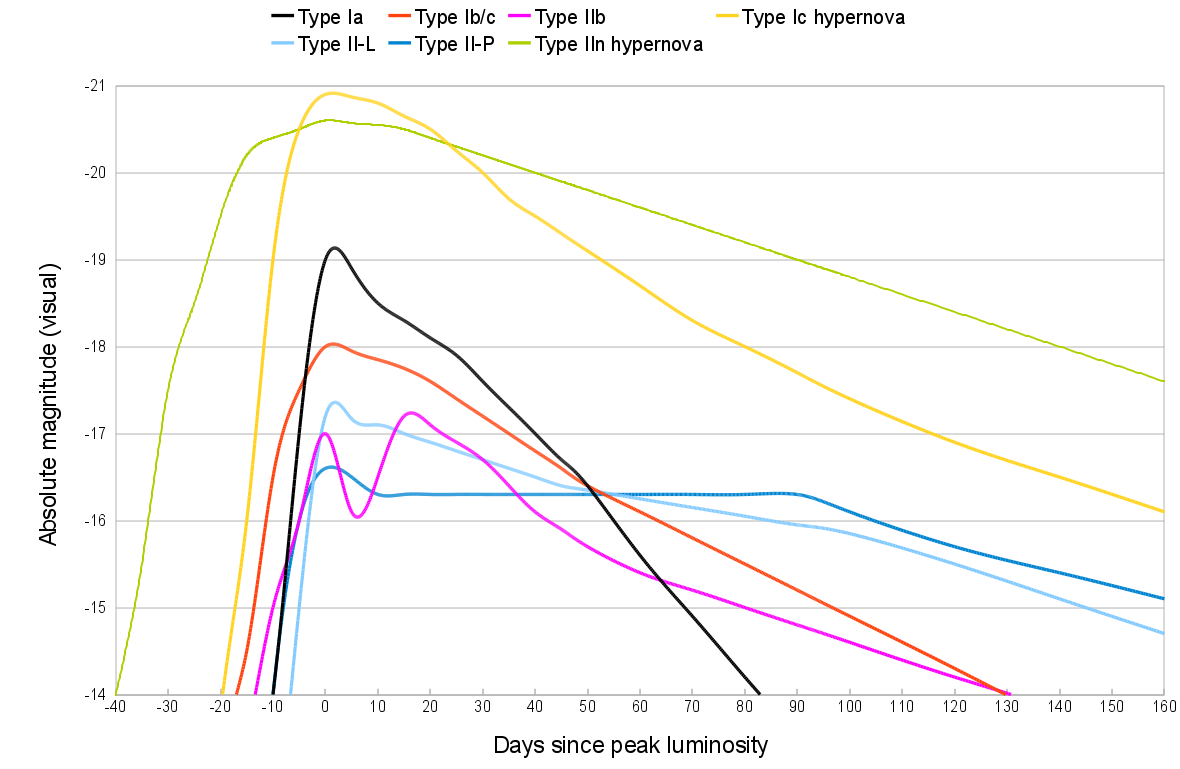
Curve di luce rispetto alle normali supernovae

Il modello collapsar è un tipo di supernova superluminosa che produce un oggetto collassato gravitazionalmente, o buco nero. La parola collapsar, abbreviazione di stella collassata (collapsed star), era precedentemente utilizzata per riferirsi al prodotto finale del collasso gravitazionale stellare, ossia un buco nero di massa stellare. La parola ora viene talvolta usata per riferirsi a un modello specifico per il collasso di una stella a rotazione rapida. Quando il collasso del nucleo si verifica in una stella con un nucleo almeno circa quindici volte la massa del sole (M⊙) – sebbene anche la composizione chimica e la velocità di rotazione siano significative – l'energia dell'esplosione è insufficiente per espellere gli strati esterni della stella, e la farà collassare in un buco nero senza produrre un'esplosione di supernova visibile. 
Una stella con una massa del nucleo leggermente al di sotto di questo valore – nell'intervallo di 5−15 M⊙ – subirà un'esplosione di supernova, ma gran parte della massa espulsa ricadrà sul residuo del nucleo che collassa ancora in un buco nero. Se una tale stella sta ruotando lentamente, allora produrrà una supernova debole, ma se la stella sta ruotando abbastanza rapidamente, il collasso al buco nero produrrà getti relativistici. L'energia che questi getti trasferiscono nel guscio espulso rende l'esplosione visibile sostanzialmente più luminosa di una supernova standard. I getti inoltre irradiano particelle di alta energia e raggi gamma direttamente verso l'esterno e quindi producono esplosioni di raggi X o lampi gamma; i getti possono durare per alcuni secondi o più e corrispondono a raffiche di lampi gamma di lunga durata, ma non sembrano spiegare i lampi gamma di breve durata.
Le stelle con un nucleo di 5−15 M⊙ hanno una massa totale approssimativa di 25−90 M⊙, supponendo che la stella non abbia subito una significativa perdita di massa. Una tale stella avrà ancora un involucro di idrogeno ed esploderà come una supernova di tipo II. Sono state osservate deboli supernove di tipo II, ma nessun candidato definito per una SLSN di tipo II (tranne il tipo IIn, che non si ritiene siano supernove in grado di produrre getti). Solo le stelle della popolazione III con la metallicità più bassa raggiungeranno questo stadio della loro vita con poca perdita di massa. Altre stelle, compresa la maggior parte di quelle visibili a noi, avranno avuto la maggior parte dei loro strati esterni spazzati via dalla loro alta luminosità e diventeranno stelle Wolf-Rayet. Alcune teorie suggeriscono che produrranno supernove di tipo Ib o di tipo Ic, ma finora nessuno di questi eventi è stato osservato in natura. Molte SLSNe osservate sono probabilmente di tipo Ic. Quelle associate ai lampi gamma sono quasi sempre di tipo Ic, essendo ottime candidate per avere getti relativistici prodotti dalla ricaduta in un buco nero. Tuttavia, non tutte le SLSNe di tipo Ic corrispondono ai lampi di raggi gamma osservati, ma gli eventi sarebbero visibili solo se uno dei getti fosse puntato verso di noi.
Negli ultimi anni, molti dati osservativi sui lampi gamma di lunga durata hanno notevolmente aumentato la nostra comprensione di questi eventi e chiarito che il modello collapsar produce esplosioni che differiscono solo per dettagli dalle supernove più o meno ordinarie e hanno intervalli di energia approssimativamente da normali a circa 100 volte più grandi. 
Un buon esempio di SLSN collapsar è SN 1998bw, che era associata al lampo gamma GRB 980425. È classificata come una supernova di tipo Ic a causa delle sue peculiari proprietà spettrali nello spettro radio, che indica la presenza di materia relativistica. 

### Modello materiale circumstellare
Quasi tutte le SLSNe osservate hanno avuto spettri simili a quelli di una supernova di tipo Ic o IIn. Si ritiene che il tipo Ic di SLSNe sia prodotto da getti causati dalla ricaduta a buco nero, ma il tipo IIn di SLSNe ha curve di luce significativamente diverse e non sono associate a lampi gamma. Le supernove di tipo II sono tutte incorporate in una nebulosa densa probabilmente espulsa dalla stessa stella progenitrice, e si ritiene che questo materiale circumstellare (CSM) sia la causa della luminosità extra. Quando il materiale espulso in una normale esplosione di supernova incontra materiale nebulare denso o polvere vicina alla stella, l'onda d'urto converte efficacemente l'energia cinetica in radiazione visibile. Questo effetto potenzia notevolmente la durata e la luminosità delle supernove estremamente luminose, anche se l'energia esplosiva iniziale era la stessa di quelle delle supernove normali. 
Sebbene qualsiasi tipo di supernova potrebbe potenzialmente produrre SLSNe di tipo IIn, i vincoli teorici sulle dimensioni e sulle densità del CSM circostante suggeriscono che sarà quasi sempre prodotto dalla stessa stella progenitrice centrale immediatamente prima dell'evento di supernova osservato. Tali stelle sono probabilmente candidate di ipergiganti o LBV che sembrano subire una sostanziale perdita di massa, a causa dell'instabilità di Eddington, ad esempio SN 2005gl. 

### Supernova a instabilità di coppia
Un altro tipo di sospetta SLSN è una supernova a instabilità di coppia, di cui SN 2006gy potrebbe forse essere il primo esempio osservato. Questo evento di supernova è stato osservato in una galassia a circa 238×106 anni luce (7,3×107 pc) dalla Terra. 
La base teorica del collasso dell'instabilità di coppia è nota da molti decenni ed è stata suggerita come una fonte principale di elementi di massa elevata nell'universo primordiale come l'esplosione di stelle supermassicce di popolazione III. In una supernova a instabilità di coppia, l'effetto di produzione di coppia provoca un improvviso calo di pressione nel nucleo della stella, portando a un rapido collasso parziale. L'energia potenziale gravitazionale liberata dal collasso provoca una fusione galoppante del nucleo che distrugge completamente la stella, senza lasciare residui. 
I modelli mostrano che questo fenomeno si verifica solo nelle stelle con metallicità estremamente bassa e masse tra circa 140 e 260 volte quella del Sole, rendendole estremamente improbabili nell'universo locale. Sebbene inizialmente ci si aspettasse la produzione di esplosioni SLSN centinaia di volte più grandi di una supernova, i modelli attuali prevedono che in realtà producano luminosità che vanno da circa quella di una normale supernova a collasso del nucleo, a forse 50 volte più luminosa, pur rimanendo luminose per molto più a lungo.

### Rilascio di energia magnetar
I modelli della creazione e del successivo spin-down di una magnetar producono luminosità molto più elevate rispetto ai normali eventi di supernova e corrispondono alle caratteristiche osservate in almeno alcune SLSNe. Nei casi in cui la supernova a instabilità di coppia potrebbe non essere adatta per spiegare una SLSN, una spiegazione magnetar è più plausibile. 

### Altri modelli
Esistono ancora altri modelli per esplosioni SLSN prodotte da sistemi binari, nane bianche o stelle di neutroni in configurazioni insolite o sottoposte a fusioni, e alcuni di questi sono state proposti per spiegare alcuni lampi gamma osservati.